# Lago Bosumtwi
Lago Bosumtwi (también escrito Bosomtwe), es un lago situado dentro de un cráter causado por un impacto antiguo de un meteorito. Tiene aproximadamente 8 km de ancho y es el único lago natural del país africano de Ghana. Se encuentra a unos 30 km al sureste de Kumasi y es un área recreativa. Hay alrededor de 30 aldeas cerca del lago, con una población combinada de alrededor de 70.000 personas.
Los ashanti consideran a Bosumtwi un lago sagrado. Según las creencias tradicionales, las almas de los muertos van allá a decir adiós al dios Twi. Debido a esto, se considera admisible el pescar en el lago sólo con tablones de madera.